# Korowódkowate
Korowódkowate (Thaumetopoeinae) – podrodzina owadów rodziny garbatkowatych (Notodontidae), w obrębie rzędu motyli, do niedawna traktowana jako samodzielna rodzina Thaumetopoeidae.

## Cechy charakterystyczne

### Imago
Korowódkowate to motyle średniej wielkości, o szarawym, brunatnym lub brązowym ubarwieniu skrzydeł. Deseń stanowią najczęściej ciemne, lekko ukośne przepaski na przedniej parze skrzydeł. Krępe, średniej wielkości ciało pokrywają często dość długie włoski. Rurka ssąca jest zredukowana (dorosłe owady nie pobierają pokarmu). Samce mają szerokie, dwustronnie pierzaste czułki. Motyle latają w nocy.

### Larwy

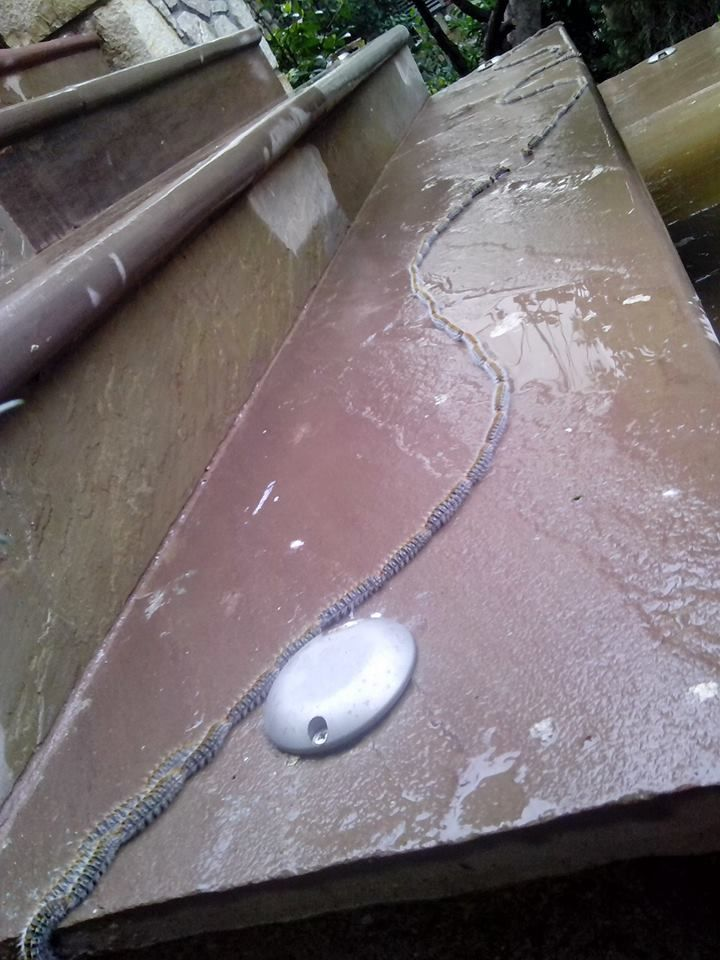
„Procesja” gąsienic, Grecja

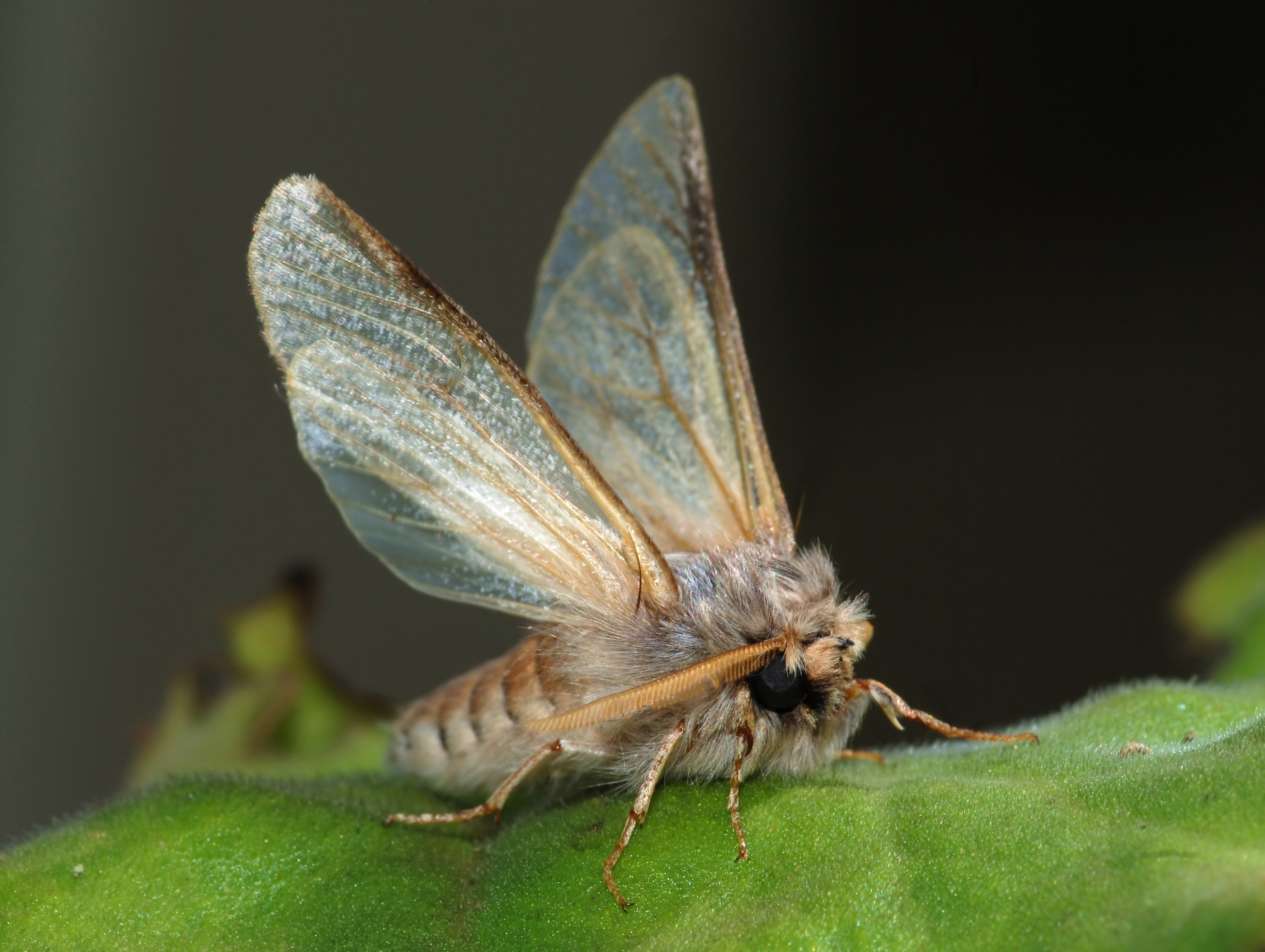
Samiec korowódki śródziemnomorskiej

Silnie owłosione gąsienice pojawiają się wiosną. Oprócz długich włosków, tworzących kępki, u nieco starszych osobników pojawiają się krótkie (0,1–0,2 mm), łamliwe włoski parzące. Roznoszone przez wiatr mogą powodować u ludzi i zwierząt silne podrażnienie skory i błon śluzowych. Gąsienice żyją gromadnie; w ciągu dnia spędzają czas we wspólnie sporządzonych oprzędach. Wieczorami wychodzą z nich do miejsc żerowania, by o poranku powrócić do gniazda. Podczas tych wędrówek tworzą charakterystyczne korowody (długości nawet kilku metrów), tzw. procesje (stąd nazwa rodziny). Każda z nich zachowuje kontakt dotykowy z poprzedniczką, a w razie zagubienia, szuka grupy do skutku. „Złośliwe” wytrącenie jednej z gąsienic z szeregu powoduje, że gąsienice znajdujące się za powstałą luką poruszają się szybciej, aż dogonią pochód. Ponadto gąsienica, która została przesunięta, usiłuje wepchać się z powrotem do szeregu; jeśli trafi przy tym na sztukę mniejszą i słabszą od siebie – zajmuje jej miejsce, w przeciwnym wypadku udaje jej się dołączyć dopiero na koniec korowodu. Francuski biolog, Jean Henri Fabre, wykazał w XIX wieku, że wędrówki te są zachowaniem automatycznym. Wykonał on eksperyment polegający na utworzeniu zamkniętego korowodu, poruszającego się po obwodzie koła. Gąsienice krążyły po tym torze przez 7 dni aż do całkowitego wycieńczenia i śmierci.

## Występowanie
Na całym świecie występuje niespełna 100 gatunków korowódek, z czego w Palearktyce 9, a w Polsce tylko 2.

### Korowódkowate w Polsce
Występujące w Polsce korowódkowate są motylami średniej wielkości, o krępej budowie ciała i rozpiętości skrzydeł od 3 do 4 cm. Są to:
- korowódka sosnówka (Thaumetopoea (=Traumatocampa) pinivora)
- korowódka dębówka (Thaumetopoea processionea)

### Korowódkowate na świecie
Wybrane gatunki korowódkowatych występujące na świecie:
- korowódka śródziemnomorska (Thaumetopoea (=Traumatocampa) pityocampa) – szkodnik w drzewostanach sosnowych południowej Portugalii, Hiszpanii, Francji, Grecji, Turcji, Izraela oraz na plantacjach sosnowych w kilku państwach afrykańskich
- Thaumatopoea herculeana (=Helianthocampa herculeana)
- Thaumatopoea solitaria
- Traumatocampa wilkinsoni (=Thaumetopoea wilkinsoni)

### Literatura
- H. Sander, Mały słownik zoologiczny, Owady, Wiedza powszechna, Warszawa 1979.
- H. Reichholf-Riehm, Leksykon przyrodniczy, Motyle, Świat Książki, Warszawa 1996.